# الخالة الأمريكانية (فلم)
الخالة الأمريكانية  فيلم كوميدي مصري صامت قصير (36 دقيقة) للمخرج الإيطالي بونفيللي عام 1920 والفيلم مقتبس من المسرحية البريطانية «عمة تشارلي» للكاتب والممثل المسرحي البريطاني براندون توماس التي صدرت أول مرة عام 1892  وقام بتمصيرها وإعادة كتابتها للعربية الكاتب المسرحي وكاتب الأغاني أيضا أمين صدقي. الفيلم من بطولة علي الكسار، ألفريد حداد، فوزي منيب، كوكا، وأمين صدقي  وتدور الأحداث حول تنكر شاب في ملابس سيدة ليساعد صديقه في لقاء حبيبته.
صدر الفيلم إلى دور العرض المصرية في 10 مايو 1920.

## طاقم التمثيل
علي الكسار – ألفريد حداد – فوزي منيب – كوكا – أمين صدقي – كلود ريكانو – دوللي أنطوان.

## ملخص أحداث الفيلم
يدعو أحد الشباب حبيبته لزيارته في بيته، حيث أن عمته الثرية قادمة لزيارته بعد أن هاجرت لسنوات طويلة خارج البلاد. وعندما تحضر الفتاة ولا تجد عمته تغادر بحجة الذهاب للتبضع من السوق وتعد حبيبها بالعودة عندما تصل عمته. يقع الشاب في ورطة عندما يعلم بأن العمة الثرية تأجل حضورها لأيام، وحيث أنه يتمنى مقابلة حبيبته يطلب من صديقه الحميم التنكر في زي نسائي ويقوم بتمثيل دور العمة الثرية القادمة من بلاد المهجر. تنقلب الخطة رأساً على عقب عندما تصل العمة الحقيقية.

## خلفية الفيلم وتداعياته
كان الصراع على أشده بين نجيب الريحاني وعلي الكسار على خشبة المسرح أثناء عشرينات القرن العشرين، شمل الصراع شخصية الفنان (قدم الريحاني شخصية كشكش بيه عمدة كفر البلاص، وقدم الكسار شخصية عثمان عبد الباسط النوبي خفيف الظل) وحتى وصل الصراع إلى أفيشات المسرحيات. فجأة جاءت السينما وتقدم الكسار سريعاً ليقدم «الخالة الأمريكية» الذي كان أول أفلام الكسار  وأيضا كان أول فيلم مصري يرتدي فيه الممثل ملابس سيدة. وحاول الريحاني اللحاق بالكسار والسينما فقدم فيلم «جحا» عام 1929 الذي لم يلقى أي نجاح. تكرر فشل الريحاني في السينما مع أفلام «صاحب السعادة كشكش بيه» 1931، «حوادث كشكش بيه» 1934، وتفوق علي الكسار سينمائياً بتقديم عدة أفلام بشخصية «عثمان عبد الباسط» وأصبح الميدان خالياً للكسار ولمدة أربع سنوات بدأت بالفيلم الناجح «الخالة الأمريكية» الذي ظل في ذاكرة صناع السينما ليتقدم المخرج السيد بدير بعد 40 سنة ويقدم نفس القصة في فيلم ناجح آخر «سكر هانم» عام 1960. ظل نجاح الفيلم تلفزيونياً ليتقدم نقيب المهن التمثيلية والمخرج أشرف زكي بعد 50 سنة ليقدم الفيلم على المسرح عام 2010 في مسرحية «سكر هانم» من بطولة  أحمد رزق وطلعت زكريا ولبنى عبد العزيز وعمر الحريري.

## وصلات خارجية
- مقالات تستعمل روابط فنية بلا صلة مع ويكي بيانات
- الخالة الأمريكانية على موقع الدهليز

https://soap2day.pub/movie/331755/the-american-aunt الخالة الأمريكانية (فيلم)
https://www.topcount.co/tv/titles/362729/the-american-aunt الخالة الأمريكانية (فيلم)